# アルベルト・フェレール
アルベルト・フェレール・リョピス（Albert Ferrer Llopis, 1970年6月6日 - ）は、スペイン出身の元サッカー選手、現サッカー指導者。元スペイン代表。現役時代のポジションはDF（右サイドバック）。

## 経歴

### 選手

#### クラブ
FCバルセロナ
敏捷で武骨なタックルが持ち味のディフェンダーであった。地元FCバルセロナの下部組織出身で、1989-90シーズン後半戦にCDテネリフェにレンタル移籍し、19歳だった1990年にプリメーラ・ディビシオン（1部）デビューした。1990年夏にFCバルセロナのトップチームに戻ると、右サイドバックのレギュラーとなり、8シーズンの間クラブに在籍した。同じく下部組織出身で守備的なウイングを務めていたセルジ・バルフアンと連携し、リーグ戦205試合に出場した。ヨハン・クライフ監督が指揮したいわゆるエル・ドリーム・チームの重要なメンバーであり、5度のリーグ優勝、1度のUEFAチャンピオンズリーグ優勝、1度のUEFAカップウィナーズカップ優勝、2度のコパ・デル・レイ優勝、4度のスーペルコパ・デ・エスパーニャ優勝、2度のUEFAスーパーカップ優勝を果たした。1997年にルイ・ファン・ハール監督が就任するとオランダ人選手が大量に加入したため、1998年6月にギジェルモ・アモールとともにクラブを離れ、移籍金220万ポンドでイングランド・チェルシーFCに移籍した。
チェルシーFC
チェルシーFCではすぐにチーム内での立ち位置を確立し、1998-99シーズンにはクラブ初のUEFAチャンピオンズリーグ出場権獲得を助けた。1999-2000シーズンにはFAカップで決勝に進出し、自身は負傷のために決勝出場を逃したが、3シーズンぶりの優勝を果たした。また同シーズンのUEFAチャンピオンズリーグでは16試合中14試合に出場し、ヘルタ・ベルリン戦(2-0)ではチェルシーFC在籍期間中唯一の得点を挙げ、準々決勝進出に貢献した。2000-01シーズンには、度重なる負傷 やジャンルカ・ヴィアリ監督のローテーションを重視する方針から出場機会が減少し、リーグ戦14試合の出場にとどまった。2001-02シーズンには再びFAカップで決勝に進出したが、今度は優勝を逃した。2001-02シーズンと2002-03シーズンには監督に良く思われず、さらに若いディフェンダーとの厳しい競争などがあり、2シーズンで計7試合しか出場できなかったため、2003年5月に契約満了によってクラブを離れ、33歳で現役引退を表明した。チェルシーFCでは公式戦通算113試合に出場した。

#### 代表
1991年9月4日、オビエドで行われたウルグアイとの親善試合(2-1)でスペイン代表デビューした。スペイン代表はEURO1992の予選で敗退して本大会には出場できなかった。1992年のバルセロナオリンピックではレギュラーとして出場して金メダルを獲得した。1994 FIFAワールドカップにはレギュラーとして出場し、グループリーグのドイツ戦、ボリビア戦でそれぞれ1アシストを決め、決勝トーナメント進出に貢献した。1998 FIFAワールドカップではグループリーグのナイジェリア戦(2-3)戦の1試合に出場した。EURO1996とEURO2000は負傷で出場を逃した。

### 指導者
現役引退後の数年間はいくつもの放送局でサッカー解説者を務めた。
2010年10月後半、エールディビジのSBVフィテッセの監督に就任し、アシスタントコーチにはアルベルト・カペーリャス（FCバルセロナの元ユースコーチ）、スタンリー・メンゾ(Stanley Menzo)（元オランダ代表GK）などを起用した。15位でなんとかエールステ・ディヴィジ（2部）降格を回避したが、契約満了で監督を退き、後任のジョン・ファン・デン・ブロム監督にバトンタッチした。
2014年2月17日にパブロ・ビジャから監督の座を受け継ぎコルドバCFの監督に就任。就任当初13位だった順位を7位まで上昇させ、昇格プレーオフへ導いた。昇格プレーオフではUDラス・パルマスをアウェーゴール差で下し、42シーズンぶりのプリメーラ・ディビシオン昇格を決めた。
しかし、第8節の時点で唯一の未勝利で最下位となり、10月20日に解任された。
2015年6月20日、セグンダ・ディビシオンに所属するRCDマジョルカの指揮官の座に就いた。しかしクラブは降格圏に沈み、同年12月1日に解任が発表された。

## 所属クラブ

### 選手時代
- FCバルセロナB 1988-1990
- FCバルセロナ 1990-1998

→ CDテネリフェ (Loan) 1990
- チェルシーFC 1998-2003

### 指導者時代
- SBVフィテッセ 2010-2011
- コルドバCF 2014
- RCDマジョルカ 2015

## 代表歴

### 出場大会
- スペイン代表
  - 1994 FIFAワールドカップ
  - 1998 FIFAワールドカップ

### 試合数
- 国際Aマッチ 36試合 0得点（1991年-1999年）[13]

| スペイン代表 | 国際Aマッチ | 国際Aマッチ |
| 年           | 出場        | 得点        |
| ------------ | ----------- | ----------- |
| 1991         | 1           | 0           |
| 1992         | 5           | 0           |
| 1993         | 7           | 0           |
| 1994         | 11          | 0           |
| 1995         | 2           | 0           |
| 1996         | 2           | 0           |
| 1997         | 4           | 0           |
| 1998         | 3           | 0           |
| 1999         | 1           | 0           |
| 通算         | 36          | 0           |

## 監督成績
2022年9月9日現在
| クラブ     | 就任           | 退任           | 記録 | 記録 | 記録 | 記録 | 記録   |
| クラブ     | 就任           | 退任           | 試   | 勝   | 分   | 敗   | 勝率   |
| ---------- | -------------- | -------------- | ---- | ---- | ---- | ---- | ------ |
| フィテッセ | 2010年10月27日 | 2011年6月30日  | 25   | 8    | 6    | 11   | 032.00 |
| コルドバ   | 2014年2月17日  | 2014年10月20日 | 28   | 8    | 13   | 7    | 028.57 |
| マジョルカ | 2015年6月20日  | 2015年11月30日 | 16   | 3    | 6    | 7    | 018.75 |
| 合計       | 合計           | 合計           | 69   | 19   | 25   | 25   | 027.54 |

## タイトル

### クラブ
- FCバルセロナ

プリメーラ・ディビシオン (5) : 1990-1991, 1991-1992, 1992-1993, 1993-1994, 1997-1998
コパ・デル・レイ (2) : 1996-1997, 1997-1998
スーペルコパ・デ・エスパーニャ (4) : 1992、1993、1995、1997
UEFAチャンピオンズリーグ (1) : 1991-1992
UEFAカップウィナーズカップ (1) : 1996-1997
UEFAスーパーカップ (2) : 1992、1997
- チェルシーFC

FAカップ (1) : 1999-2000
FAコミュニティ・シールド (1) : 2000

### 代表
- U-23スペイン代表

夏季オリンピック 金メダル : 1992